# Anthodioctes langei
Anthodioctes langei är en biart som beskrevs av Urban 1999. Anthodioctes langei ingår i släktet Anthodioctes och familjen buksamlarbin. Inga underarter finns listade i Catalogue of Life.